# Млечник обыкновенный
Мле́чник обыкнове́нный, глады́ш (лат. Lactárius triviális) — вид грибов, включённый в род Млечник (Lactarius) семейства Сыроежковые (Russulaceae). Подобно многим млечникам, считается условно-съедобным грибом.

## Описание
Шляпка достигает 8—15 см в диаметре, мясистая, у молодых грибов полушаровидная или выпуклая, затем уплощённая и вдавленная, часто неправильной формы, слизистая. Окраска различных оттенков фиолетово-сиреневого или палево-буроватого, у старых грибов желтовато-сиреневая или розовато-буроватая, концентрические зоны не выражены.
Пластинки нисходящие на ножку, частые, у молодых грибов беловатые, с возрастом становятся палевыми, при повреждении приобретают серо-зелёную окраску от млечного сока.
Ножка до 5—8 см длиной, до 3 см толщины. Гладкая, цилиндрическая, с возрастом полая, окрашена под цвет шляпки, с желтоватым оттенком.
Мякоть белая или слегка кремовая, хрупкая, мягкая. Млечный сок белый, на воздухе становится желтоватым.
Споровый порошок кремового цвета. Споры (7,5)8—10(10,5)×(6,5)7—8 мкм, широкоэллиптические, с высокой бородавчато-хребтовидной орнаментацией.

### Сходные виды
- Lactarius hysginus (Fr.) Fr., 1838 — Млечник мясо-красный — отличается тёмно-оранжево-коричневой окраской шляпки, сильным специфическим запахом, а также более выраженными пятнами на ножке.
- Lactarius flexuosus (Pers.) Gray, 1821 — Серушка — отличается менее слизистой шляпкой, более редкими пластинками, а также ватным содержимым ножки.

## Экология
Вид широко распространён в Евразии, встречается часто, большими группами, один из самых обычных видов рода. Произрастает как в хвойных, так и в лиственных лесах. Образует микоризу с сосной, елью, берёзой.

## Таксономия

### Синонимы
- Agaricus trivialis Fr., 1815basionym
- Agaricus utilis Weinm., 1836
- Galorrheus trivialis (Fr.) P.Kumm., 1871
- Lactarius constans (J.E.Lange ex) Romagn., 1980
- Lactarius deflexus Lindblad, 1855
- Lactarius utilis (Weinm.) Fr., 1838
- Lactarius vietus f. constans J.E.Lange, 1940, nom. nud.
- Lactifluus trivialis (Fr.) Kuntze, 1891
- Lactifluus utilis (Weinm.) Kuntze, 1891